# 中古世界七大奇迹
在歐洲中古時代及之後，由於古代世界七大奇蹟中的六個已經不復存在，歐洲開始流傳一些新的「世界七大奇蹟」名單。這些名單雖然聲稱是「中古」的七大奇蹟，但由於「中古」一詞在中古時代並不流行，所以有論者認為這些名單是在中古時代过後所作，只能被稱為「後期名單」。
在通常情况下，中古世界七大奇蹟一般是指︰
- 亞歷山卓地下陵墓（英语：Catacombs of Kom El Shoqafa）（埃及亞歷山卓）
- 聖索非亞大教堂（土耳其伊斯坦堡）
- 大報恩寺琉璃塔（中國南京）
- 萬里長城（中國）
- 羅馬競技場（義大利羅馬）
- 比薩斜塔（義大利比薩）
- 巨石陣（英國）

也有一些版本列有以下建築︰
- 開羅大城堡（埃及開羅）
- 克呂尼隱修院（法國克呂尼）
- 伊利座堂（英國伊利）
- 泰姬陵（印度阿格拉）